# Kalital·lita
La kalital·lita és un mineral de la classe dels halurs.

## Característiques
La kalital·lita és un clorur de fórmula química K₃Tl³⁺Cl₆(H₂O)₂. Va ser aprovada com a espècie vàlida per l'Associació Mineralògica Internacional l'any 2017. Cristal·litza en el sistema tetragonal. És el primer hexaclorotal·lat (III) natural, i el tercer mineral de Tl (III) reconegut després de l'avicennita i la crisotal·lita.
L'exemplar que va servir per a determinar l'espècie, el que es coneix com a material tipus, es troba conservat * a les col·leccions del Museu Mineralògic Fersmann, de l'Acadèmia de Ciències de Rússia, a Moscú (Rússia), amb el número de registre: 5066/1.

## Formació i jaciments
Va ser descoberta al camp de fumaroles del nord del primer con d'escòria de l'avanç nord de la Gran erupció fissural del volcà Tolbàtxik, al krai de Kamtxatka (Rússia). Es tracta de l'únic indret de tot el planeta on ha estat descrita aquesta espècie mineral.